# Mercenaries 2: World in Flames
Mercenaries 2: World in Flames (também abreviado como Mercs 2) é um jogo eletrônico de ação e aventura de 2008 desenvolvido pela Pandemic Studios e publicado pela Electronic Arts para PlayStation 2, PlayStation 3, Xbox 360 e Microsoft Windows. A versão para PlayStation 2 foi desenvolvida pela Artificial Mind and Movement.
É a sequência de Mercenaries: Playground of Destruction de 2005, tendo sido lançado nos Estados Unidos em 31 de agosto de 2008 e na Europa em 5 de setembro de 2008. Mercenaries 2: World in Flames é um jogo de tiro em terceira pessoa de mundo aberto vivido em uma Venezuela fictícia devastada pela guerra. O objetivo principal do jogo é matar um presidente fictício que lançou um golpe de estado na Venezuela, cuja sua traição atuou como um trampolim para sua posição política atual.
Após o encerramento da Pandemic Studios, a EA anunciou em 24 de novembro de 2009 que a EA Los Angeles estaria trabalhando em um terceiro título conhecido como Mercs Inc. O jogo acabou sendo cancelado após o encerramento da Danger Close Games em 2013.

## Jogabilidade
Mercenaries 2: World in Flames é um jogo eletrônico de ação e aventura e tiro em terceira pessoa em mundo aberto, com alguns elementos de direção livre (free-roaming) e sandbox. No começo o jogador seleciona um dos três mercenários que foram destaques no jogo anterior (Mattias Nilsson, Chris Jacobs e Jennifer Mui). Cada mercenário tem uma habilidade especial: Jennifer pode correr mais rápido que os outros, Mattias regenera sua saúde mais rápido e Chris pode carregar mais munição. A jogabilidade é semelhante à do jogo anterior, com algumas pequenas alterações, uma das quais é uma nova forma de sequestrar tanques: enquanto no jogo anterior o jogador poderia simplesmente caminhar até o tanque e sequestrá-lo automaticamente, agora é necessário participar de quick time event para se livrar do artilheiro inimigo. É possível usar um gancho para prender os helicópteros que passam para sequestrá-los. Ao contrário do jogo anterior, em World in Flames o personagem do jogador pode nadar.
O protagonista agora tem uma espécie de "quartel-general", onde pode estocar armas, fornecer caixotes e veículos. Para obter esses estoques, o protagonista deve recrutar três soldados desbloqueáveis no jogo: um piloto de helicóptero chamado Ewan Garrett, que entrega caixas de estoque encontradas pelo personagem do jogador no quartel-general; uma mecânica chamada Eva Navarro, que conserta e estoca veículos e é usada para ataques de artilharia; e um piloto de caça chamado Misha Milanich, que é usado para ataques aéreos. A personagem Fiona Taylor do jogo anterior reprisa seu papel como consultora de suporte técnico, dando ao jogador informações técnicas e missões de treinamento.
Não há mais contatos no mercado negro para comprar suprimentos ou ataques aéreos; em vez disso, os jogadores devem aceitar trabalhos completos para contatos espalhados pelo mapa. A conclusão dos trabalhos para esses contatos fornecerá ao quartel-general materiais como armas, kits médicos e suporte de artilharia. Também é possível estocar veículos dirigindo de volta para sua sede, mantendo-os na garagem para uso em missões. Além disso, granadas de fumaça são necessárias para trazer suprimentos ou convocar ataques aéreos, que podem ser obtidos fechando contratos ou coletando-os espalhados por todo o país.
Mais uma vez, as recompensas entram em jogo, mas em vez do "Baralho de 52" do primeiro jogo, agora existem "Alvos de alto valor" (HVT's), líderes militares que desertaram das forças armadas da Venezuela e se declararam independentes e outros criminosos. Eles estão espalhados pelo mapa; capturá-los vivos concederá ao personagem do jogador mais dinheiro, enquanto matá-los renderá apenas metade da recompensa. Também existem "tesouros" coletaveis espalhados pela mapa, como latas de combustível, esquemas de armas e até baús de tesouro de piratas; cada um tem seu próprio valor monetário para coletá-los.
Há também novos veículos no jogo, bem como veículos clássicos, como tanques modernizados, helicópteros mais potentes e até então (pela primeira vez) barcos e outras embarcações, como jet ski, além de muscle cars civis, carros esportivos de alto nível e veículos especializados para cada facção.
A Artificial Mind and Movement desenvolveu a versão do jogo para as limitações gráficas do PlayStation 2. Esta versão de Mercenaries 2: World in Flames difere das outras versões em vários aspectos significativos. Ao contrário dos outros lançamentos, ele usa o mesmo motor gráfico de seu predecessor, Mercenaries: Playground of Destruction. Embora a história de fundo e a jogabilidade básica permaneçam as mesmas, esta versão apresenta diferenças entre as missões do enredo, alguns veículos, personagens e missões secundárias exclusivas, não tem modo cooperativo e ocorre em um mapa muito menor.

## Sinopse

### Contexto
O contexto do jogo é definido em uma Venezuela prestes a ser tomada por um golpe de estado lançado pelo antagonista do jogo, Ramon Solano. O mercenário escolhido pelo jogador deve aceitar contratos de facções rivais como a Universal Petroleum, uma empresa petroleira militar privada cujos  negócios estão ameaçados por Solano, o PLAV (Exército Popular de Libertação da Venezuela), uma força de soldados rebeldes de esquerda determinados a retomar seu país do domínio de Solano, os piratas rastafari, que lucram com a crise no país, a AN (Nações Aliadas), uma organização militar de potências Ocidentais lideradas pelos Estados Unidos, que entram no conflito para tentar trazer de volta a "democracia" e a "estabilidade" na região, e o Exército Chinês, que espera assumir o controle das reservas petrolíferas da Venezuela para China, fazendo-a emergir como uma verdadeira superpotência.

### História
Após os eventos da Segunda Guerra da Coreia, os três mercenários e sua consultora de suporte técnico Fiona Taylor deixam as Operações Executivas (ExOps) para trabalhar de forma independente. Três anos depois, o mercenário escolhido pelo jogador é encaminhado para um contrato na Venezuela por Blanco: um mercenário liberiano com quem o mercenário protagonista havia trabalhado em Dacar. Blanco os apresenta a Ramon Solano – um empresário implacável e obstinado, bilionário de software com laços familiares com o tráfico de drogas. Usando suas conexões, Solano convenceu o general Carlos Carmona e grande parte do Exército da Venezuela a derrubar o atual Governo. No entanto, o General Carmona já havia sido capturado por unidades do exército leais – levando Solano a contratar o Mercenário para resgatá-lo.
Ao resgatar Carmona e devolvê-lo a Solano, porém, o Mercenário é traído e Solano tenta executá-lo – com um de seus soldados atirando em seu traseiro. Humilhado e sem dinheiro, o Mercenário assiste Solano derrubar o governo venezuelano em um golpe de estado, então decide se vingar e montar uma base de operações própria. Após um golpe militarista, Solano torna-se o ditador da Venezuela. Ele usa sua posição para nacionalizar o suprimento de petróleo do país, resultando em um incidente internacional com outros países como a China e as Nações Aliadas. Ao lado de Solano, grande parte do Exército da Venezuela apóia ferozmente a causa do ditador. Um grupo rebelde, em oposição a Solano, levantaram-se sob o nome de PLAV – Exército Popular de Libertação da Venezuela. Logo, várias outras facções se juntam à luta pelo controle do petróleo do país.
A partir de então, o mercenário do jogador toma a antiga vila de Solano e inicia sua jornada em busca de vingança com o objetivo de derrubar o regime de Solano e seus associados, bem como trabalhar para as outras facções com interesses próprios em regiões como a selva amazônica, ilhas do Mar do Caribe, em cidades como Maracaibo, Caracas e no grande Lago Maracaibo.

## Marketing e lançamento
Em preparação para o lançamento de Mercenaries 2, a Electronic Arts abriu uma campanha comercial em agosto de 2008, com cenas da trama do game em um mundo estilizado, apresentando música de fundo que lembra um "musical de hip-hop" cantando sobre como os protagonistas vão se vingar por ter sido traído e não receber nenhum pagamento. A canção foi escrita e tocada pelos irmãos Wojahn e lançada como single em 23 de setembro.
A EA assumiu o posto de gasolina Last Stop em Finsbury Park, no norte de Londres, no dia do lançamento do jogo para dar £ 20.000 em gasolina de graça, com cada motorista recebendo no máximo £ 40. O posto foi transformado em bunker militar, com sacos de areia, barris de óleo e jipes. O membro do parlamento da área, Lynne Featherstone, descreveu a campanha como uma "proeza mal planejada da mídia", depois de criar congestionamentos desnecessários.
A demo do jogo foi disponibilizada em 18 de setembro na PlayStation Network e Xbox Live.

### Conteúdo para download
A Pandemic Studios desenvolveu um patch gratuito, chamado "Total Payback", que adiciona seis novos personagens jogáveis, cooperação entre regiões e cheats. O patch foi lançado em 23 de outubro para PlayStation 3 e 31 de outubro para Xbox 360.
O pacote de conteúdo DLC de Mercenaries 2 "Blow It Up Again" foi lançado para download na PlayStation Store em 12 de dezembro. Uma versão de Xbox 360 do DLC era esperada para vir logo após o lançamento da Sony, mas o DLC tinha relativamente pouca publicidade e nem sequer um anúncio oficial da Pandemic além de um simples trailer que estava disponível para download no Xbox Live Marketplace. Também foi aumentado para $ 1,99.
O patch "Total Payback" e o pacote de conteúdo "Blow It Up Again" não foram lançados para a versão Windows do jogo.

## Controvérsia e crítica
O jogo foi criticado pelo governo venezuelano, acusando o governo dos Estados Unidos de tentar angariar apoio do público americano para uma invasão na vida real da Venezuela com o objetivo de derrubar o então presidente Hugo Chávez. A Pandemic Studios já havia desenvolvido ajudas de treinamento para o Exército dos Estados Unidos. Em resposta às críticas, o site oficial do jogo incluiu o seguinte aviso:
| “ | A Pandemic Studios está no ramo de entretenimento. Ela não foi contratada por uma agência governamental dos Estados Unidos a respeito do desenvolvimento de Mercenaries 2. Todas as pessoas, histórias e eventos são puramente fictícios e não têm relação com eventos reais. Como acontece com qualquer número de jogos, filmes e livros, a decisão de escolher eventos e locais interessantes é puramente projetada para contar uma história atraente, além de fornecer uma experiência divertida e rica para o jogador. | ” |